# Веди
Ве́ди — священні тексти Індії, складені тисячі років тому в Стародавній Індії упродовж періоду, який називають ведичним. Мовою Вед є  санскрит. За віруваннями індусів створення Вед приписується Брахмі. У сучасному індуїзмі деякі з піснеспівів Вед досі мають ритуальне значення. Філософські та релігійні школи Індії поділяються на ортодоксальні — ті, що визнають авторитет Вед, і неортодоксальні — ті, які його відкидають далі.

## Чотири Веди
У Ведах згадуються 1099 богів і міститься 1028 гімнів. Веди складаються з 4-х частин:
- Рігведи — Веди гімнів;
- Самаведи — Веди пісень;
- Яджурведи — Веди жертвоприношень;
- Артхарваведи — Веди заклинань.

Спочатку Веди передавались в усній формі в середовищі ведичного жрецтва від вчителя до учня, і були записані пізніше.
У класифікації індуїстських священних текстів веди належать до текстів одкровення — шруті. Кожна Веда має основну частину (Самхіту) та коментарі до неї Брахмани, Араньяки й Упанішади.
Ведична література поділяється власне на чотири Веди: Упанішади, Веданта-сутру, Рігведа та Ітіхаси.
Слово Веда означає «відати», «знати», «вінець знання», «достовірні знання». Воно стосується знання, що має божественне походження. Веди, в основному, є гімнами, які виконувались жерцями на славу богів. Багато віків ці гімни не записувались.
«Ріґсі Веда», «Веда хвали», складається з 1028 гімнів, зібраних у десяти книгах. Більша частина віршів прославляє Агні, бога вогню, й Індру, бога дощу й небес. Користуватись цими гімнами можуть тільки люди, обізнані в духовних питаннях. «Яджур Веда», відома як «Веда жертвоприношень», містить інструкції по проведенню жертвоприношень. «Сама Веда», «Веда піснеспівів», складається з 1549 віршів, багато з яких зустрічаються в іншому контексті в «Ріґ Веді». «Сама Веда» особливо прославляє небесний напій сому (нектар безсмертя). «Атгарва Веда» містить різні пісні й обряди, в основному призначені для лікування хвороб.
Говориться, що коли людина жадає матеріальних благ життя за життям, вона мусить здійснювати жертвопринесення, описані у Ведах. Чотири Веди заохочують задоволення матеріальних бажань через поклоніння півбогам. Наприклад, хто шукає удачі, має поклонятись богині Дурзі, а той, хто жадає сили, повинен шанувати Аґні, бога вогню. Хто прагне багатства, повинен шанувати Васудеву, а той, хто хоче, щоб тіло його було сильним — Землю. Ті, хто хоче мати гарне потомство, повинні вшановувати великих предків, Праджапаті; охочі насолоджуватись статевим життям поклоняються царю небес Індрі. У будь-якому разі, ведична література говорить про півбогів не як про продукт уяви, але як про наділених владою виконавців вищої волі, які керують справами Всесвіту.
Природа не діє сама по собі, за будь-яким її проявом стоїть особистість. Наприклад, Індра розподіляє випадання дощів, а Варуна відає морською стихією. Це подібно до того, як, побачивши досконало сконструйований автомобіль, прозорлива людина бачить за ним розум конструктора.
Проте слід зазначити, що жоден із цих богів, а їх налічується близько тридцяти трьох мільйонів, — не знаходиться на одному рівні з Всевишнім, Бгаґаваном (Вішну, Крішною). Коли б не здійснювалось поклоніння півбогам (Індрі, Варуні й іншим), щоб воно було успішним, необхідно вшановувати Вішну. У Ведах міститься багато вказівок на вищість Верховного Господа. Веди стверджують: «На початку творення існував тільки Бгагаван. Не було ні Брахми, ні Шиви, ні вогню, ні місяця, ні зірок, ні сонця. Існував тільки Крішна, який створив усе й насолоджується всім».

## Упанішади
Хоча Веди й містять вказівки, слідуючи яким можна досягти матеріального благополуччя, в дійсності Веди призначені для духовного розвитку. Коли людина проходить через усе, що Веди можуть запропонувати для задоволення чуттів, вона отримує можливість духовного розуміння в формі Упанішад.
Упанішади — це зібрання 108 філософських творів. Слово упа-ні-шат означає «сидіти поблизу» і вказує на учня, який сидить поблизу від свого ґуру (буквальне значення слова ґуру — «важкий», істинний ґуру повинен бути важким, навантаженим знаннями) й уважно слухає його, щоб осягнути трансцендентну ведичну мудрість («Хто має вуха — нехай слухає!»). Таким чином, Упанішади знаменують початок трансцендентного життя.
Основний внесок Упанішад полягає в тому, що вони констатують нематеріальність Абсолюту, недоступність Його для сприймання матеріальними чуттями, натомість — Його можна зрозуміти очищеними, духовними чуттями. Мудрість Упанішад явно вище того, з чим мають справу чотири Веди, тому що «…мета релігії — це не досягнення земного і райського щастя при допомозі правильного здійснення жертвопринесень богам, але — звільнення від необхідності народжуватись знову в матеріальному світі». «Яка ж користь людині, що весь світ здобуде, а вічну душу занапастить?» (Єв. від Луки, 9.25). Проте, з цією тезою не погоджувався Шрі Ауробіндо, вважаючи що людина створена для того, щоб досягти духовної реалізації тут на землі, після чого наполегливо працюючи разом із вищими духовними силами призвести дух у найнижчі та найтемніші форми матерії. Він вважав, що саме в цьому полягає первинний сенс Вед, котрий пізніше був втрачений людством. Упанішади не заперечують, що Абсолютна Істина має якості особи. Спростовуючи, що Бог є матеріальною особою, Упанішади насправді утверджують духовну природу особистості Бога. Існує багато гімнів, які стверджують, що Верховна Абсолютна Істина — особа, яка не належить до цього матеріального світу. Хоча майже кожна Упанішада спочатку описує Верховного Бога безособистісним, у кінці опису проступають особистісні риси Господа. Крім того, частина Упанішад також стверджують, що в серці кожної живої істоти містяться як індивідуальна душа, так і Наддуша (Господь).
Описуючи антиматеріальні якості Абсолюту, Упанішади готують ґрунт для правильного розуміння трансцендентної особи (Верховного Господа).

## Веданта-сутра
«Веданта-сутра» складається з афоризмів, які розкривають метод осягнення ведичного знання. Це найстисліша форма у всій ведичній мудрості, бо ж «сутра — це афоризм, який виражає сутність усякого знання в найстислішій формі». Вчені знають «Веданта-сутру» під різними іменами, такими як: 1) Брахма-сутра, 2) Шарірака, 3) В'яса-сутра, 4) Уттара-мімамса і 5) Веданта-даршана. «Веданта-сутра» складається з чотирьох глав, кожна з яких вміщує чотири розділи. Тобто, «Веданта-сутра» містить шістнадцять розділів афоризмів.
«Настав час запитувати про Абсолютну Істину», — так починається «Веданта-сутра». Можна сказати — «Веданта» являє собою коментар до Упанішад. «Веданта-сутра» дає правильне розуміння кінцевої мети Вед: відновити втрачені взаємостосунки живої істоти з Крішною і дати їй можливість здійснювати віддане служіння Богу й досягнути чистої любові до Нього.

## Ітіхаси
Історії або Ітіхаси — література, яка вважається додатком до Вед, — Махабгарата й Рамаяна. Оскільки ведичні ритуали нелегко зрозуміти, а «Веданта-сутра» є дуже стислим і суто філософським твором, Ітіхаси пропонують ведичну мудрість у формі оповідань і описів історичних подій. Тому про Пурани, «Махабгарату» й «Рамаяну» говорять як про п'яту Веду.
Вважається, що Пурани розповідають про реальні події, які відбувались не тільки на цій планеті, а й на багатьох інших планетах Всесвіту. Те, що не вкладається в нашому розумі, ще не обов'язково не існує. Послідовники Пуран говорять, що зрозуміти їх зовсім неважко, якщо взяти до уваги, що описувані в них явища відбувались на різних планетах, у різний час і за різних обставин. Великий мудрець В'ясадева не заповнював своїх творів вигадками.
Неможливо кількома словами розповісти про Веди, але найголовніше із вчення: ми — не просто тіло. Людина є духовною істотою, ув'язненою в плоті . Вона повинна вирватись із матеріального світу і повернутись до Бога, віднайшовши таким чином істинне щастя. Окрім усього, Веди пропонують методи пізнання, які не схожі на методики вчених-матеріалістів. Сокровенніше, глибинне, реалізоване знання про нашу істинну сутність, походження Всесвіту, походження народу, здатна пізнати людина з чистою свідомістю. Критерії чистої свідомості описані в Святих Писаннях: скромність, простота, правдивість, здатність вгамовувати свій гнів, відмова від насильства, терпимість, милосердя та ін.